# Matthäus Rodde

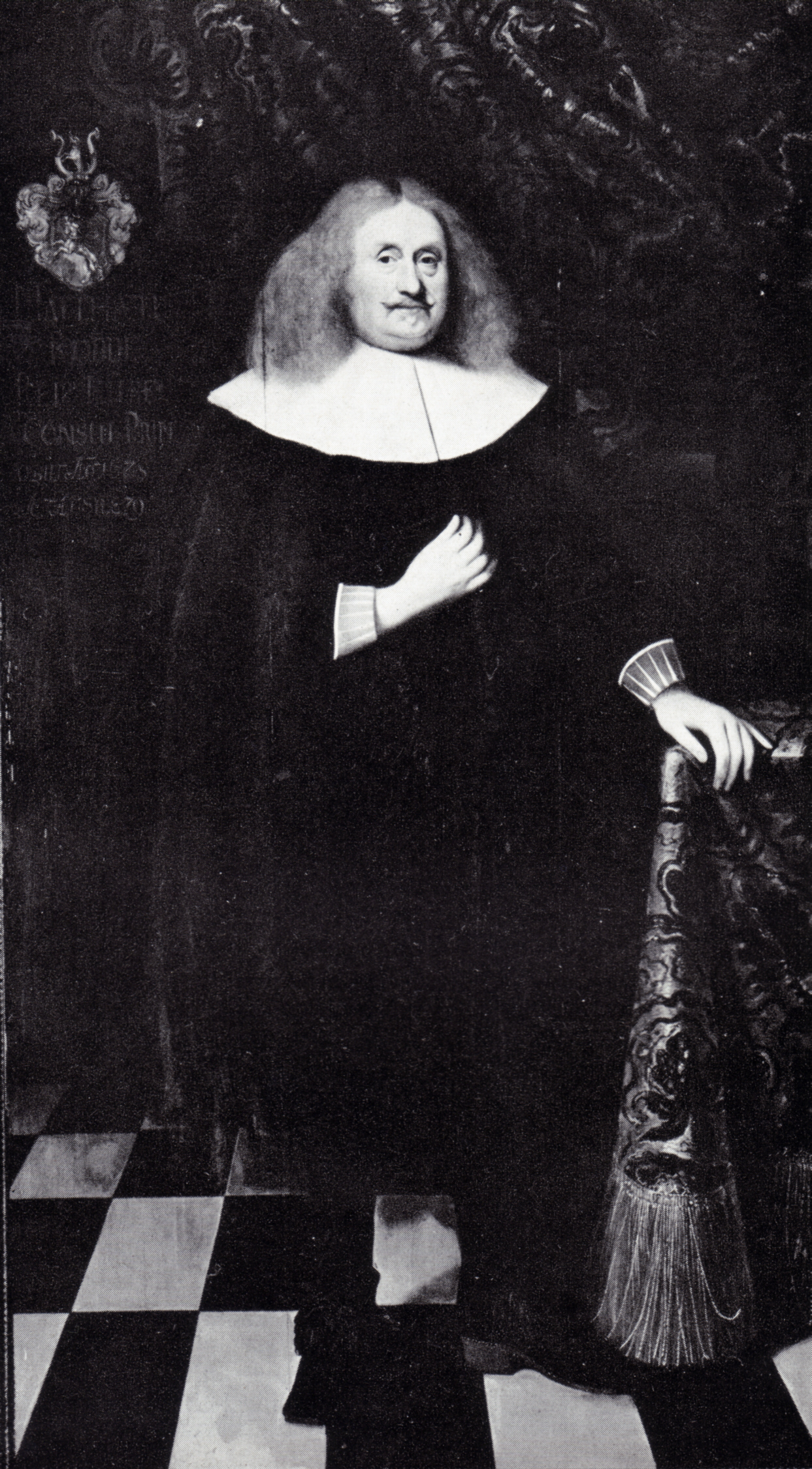
Matthäus Rodde in der Bürgermeistergalerie im Lübecker Rathaus.

Matthäus Rodde (* 1598; † 29. November 1677 in Lübeck) war ein deutscher Kaufmann und Lübecker Ratsherr sowie von 1667 bis zu seinem Tode Lübecker Bürgermeister.

## Leben
Matthäus Rodde war Sohn des Ratsherrn Adolf Rodde und Schwiegersohn des Ratsherrn Franz Prünsterer. Er gehörte als Kaufmann um 1627 der Kompagnie der Spanienfahrer an und war 1635 Ältermann der Lübecker Schonenfahrer. Er war bereits 1626 Vorsteher des Waisenhauses und der Marienkirche. 1646 wurde er Lübecker Ratsherr und vertrat die Stadt 1663 als Gesandter in Schweden. Als Bürgermeister vertrat er den Rat der Stadt gemeinsam mit dem Bürgermeister David Gloxin. Im Ergebnis der Verhandlungen kam es zwei Jahre nach dem Kassarezess zum Lübecker Bürgerrezess des Jahres 1669, der als Verfassung mit der Unterbrechung der Lübecker Franzosenzeit bis zur Verfassungsreform 1848 in Kraft bleiben sollte.
Er war zwei Mal verheiratet, zunächst mit Anna, geb. Prünsterer, einer Tochter des Ratsherrn Franz Prünsterer, und danach mit Katharina, geb. Schumacher.
Sein monumentales hölzernes Epitaph in der Marienkirche war als Spätwerk des Knorpelstils durch die Eckernförder Schule um die Familie Gudewerdt inspiriert und "von wirrem Arkanthuslaub überwuchert". Es verbrannte beim Luftangriff am Palmsonntag 1942. Dagegen konnte seine kunstvoll in Messing gegossene Grabplatte, die er sich schon 1648 von Wolffgang Hartmann hatte anfertigen lassen und die sich vor 1942 im Lettner befand, gerettet werden. Sie ist heute im südlichen Seitenschiff aufgerichtet. Sein Name steht mit denen der anderen Kirchenvorstände wie dem Ratsherrn Hermann von Lengerke in der Inschrift der 1669 von Albert Benningk neu gegossenen Pulsglocke der Kirche, die ebenfalls 1942 zerstört wurde und deren Reste heute Mahnmal sind.

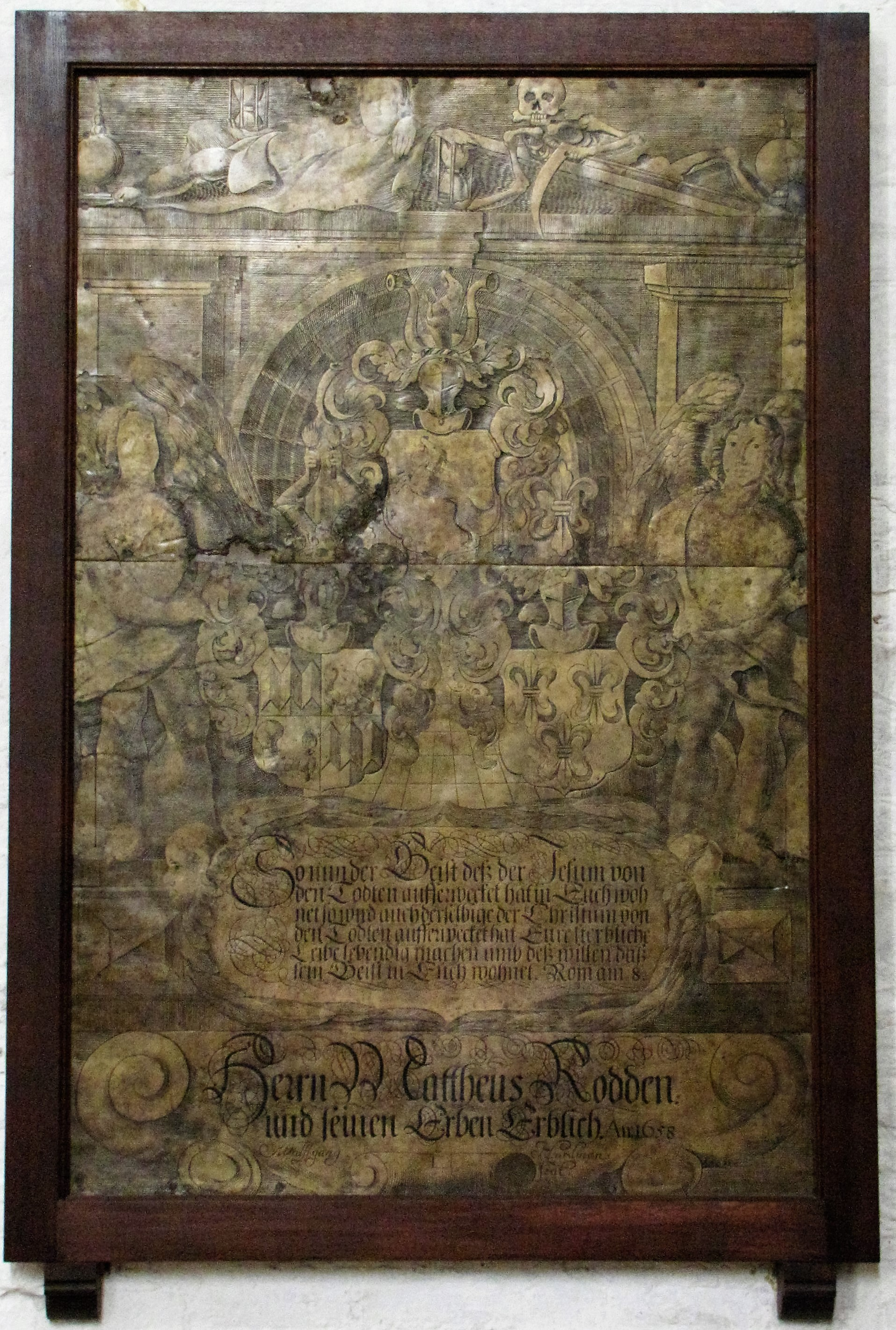
Grabplatte (2013)
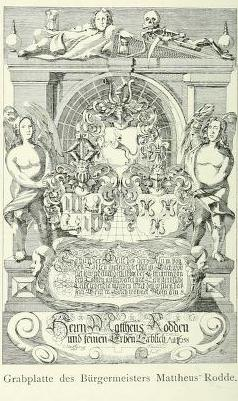
Abzeichnung der Grabplatte
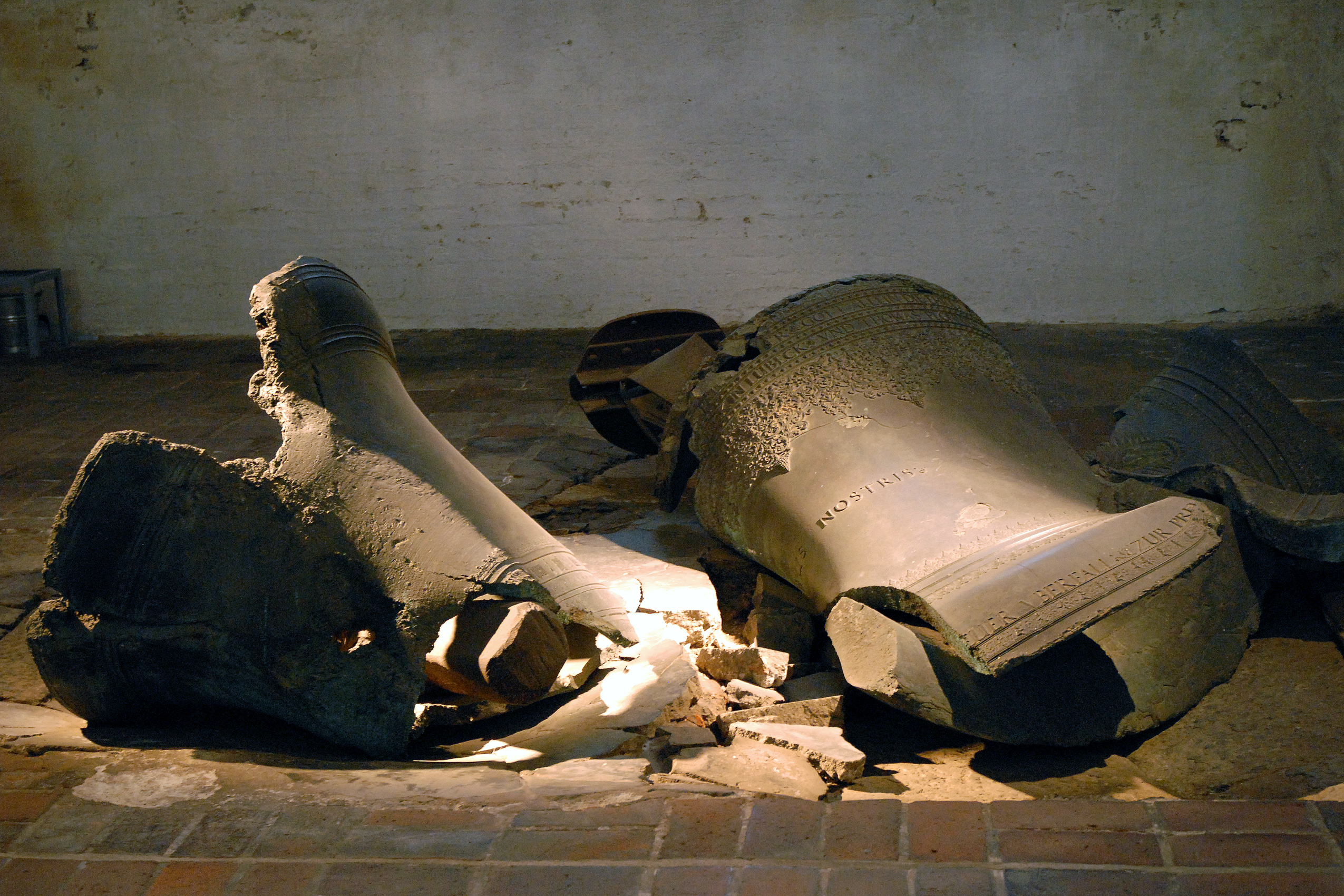
Die zerstörten Glocken von St. Marien; rechts die von Albert Benningk 1669 gegossene Pulsglocke
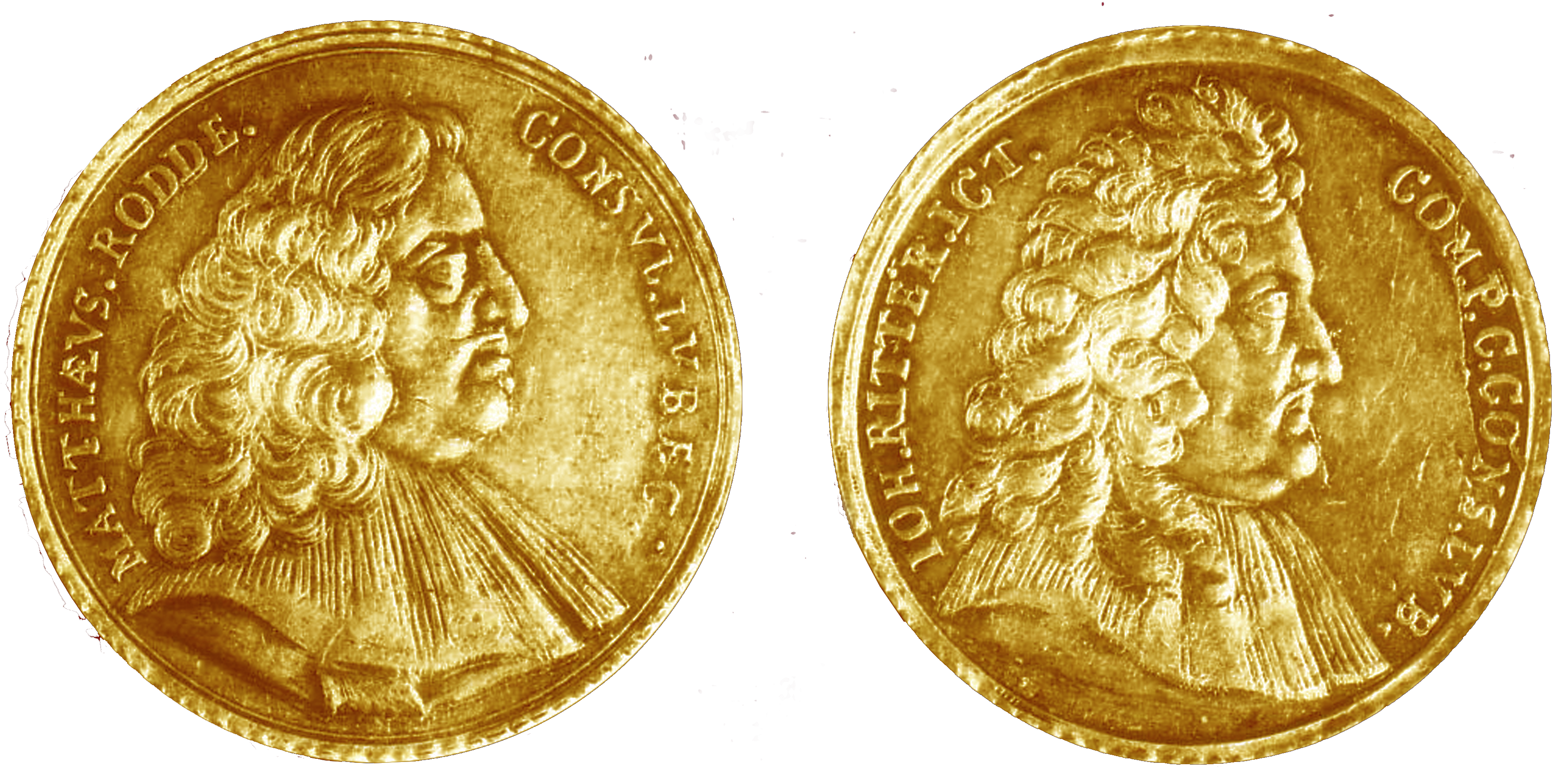
Goldmedaille mit dem Antlitz von Matthäus Rodde d. Ä. (links) und Johannes Ritter (rechts) welche im Jahre 1669 letzterer prägen ließ, als er zum Bürgermeister von Lübeck gewählt wurde, und im Andenken seines Freundes.

Seine Söhne Franz Bernhard Rodde (Politiker, 1644) und Adolf Mattheus Rodde waren ebenfalls Ratsherren in Lübeck.

## Belege
1. ↑  siehe Ratslinie Nr. 736
2. ↑  siehe Ratslinie Nr. 746
3. ↑  Fehling unter Hinweis auf Fr. Sievert: Geschichte und Urkunden der Rigafahrer in Lübeck. 1899, S. 296.
4. ↑  Georg Wilhelm Dittmer: Genealogische und biographische Nachrichten über Lübeckische Familien aus älterer Zeit, Lübeck 1859, dort S. 106–108: Der Lübeckische Rath im Jahre 1660
5. ↑  Bau- und Kunstdenkmäler, S. 433.
6. ↑  Walter Paatz: Die Marienkirche zu Lübeck. Burg 1929, S. 32.
7. ↑  Georg Dehio: Handbuch der deutschen Kunstdenkmäler: Nordostdeutschland. 1906, S. 271

| Personendaten    | Personendaten                                              |
| ---------------- | ---------------------------------------------------------- |
| NAME             | Rodde, Matthäus                                            |
| KURZBESCHREIBUNG | deutscher Kaufmann und Lübecker Ratsherr und Bürgermeister |
| GEBURTSDATUM     | 1598                                                       |
| STERBEDATUM      | 29. November 1677                                          |
| STERBEORT        | Lübeck                                                     |